# 785工程
785工程（俄語：Объект 785）是一款蘇聯於1970年代晚期製造的實驗性主戰坦克。它是T-80B坦克的改進型號，擁有7對車輪。
這款坦克測試性地安裝了新一代的125毫米2A82式滑膛炮。使用這款火炮的785工程可以攜帶50發炮彈，其中30發都裝載於裝彈機中。同時，蘇聯人還利用這款坦克測試了一款130毫米線膛炮。這款火炮是曾由279工程所使用的M-65火炮的改進型號。.

## 來源
1. ↑  .   [2014-07-21]. （原始内容存档于2012-03-04）.
2. ↑  .   [2014-07-21]. （原始内容存档于2014-08-08）.
3. ↑  .   [2014-07-21]. （原始内容存档于2012-05-29）.
4. ↑  .   [2014-07-21]. （原始内容存档于2012-03-03）.